# Oceanic (nedokončená loď)
V roce 1920 chtěla White Star Line za spolupráce loděnic Harland & Wolff postavit loď, která by jako první překonala délkovou hranici 1 000 stop (305 m) s plánovaným jménem Oceanic.
Objednávka byla podána 18. června 1928 a práce začaly téměř okamžitě. Práce se zpomalily kvůli sporu o pohon: Lord Kylsant, šéf kartelu Royal Mail Steam Packet Company (RMSPC), jež vlastnila White Star Line, chtěl dieselelektrický pohon místo tradičního parního. White Star Line navrhovala, aby loď měla 40 dieselových generátorů napájejících elektrické motory, které by poháněly tři šrouby. To se ale loděnice zdráhala přijmout, ale nakonec se časem všichni rozhodli pro diesel. V té době ale začala Velká hospodářská krize a dotkla se i lodního průmyslu. Další práce na Oceaniku byly odloženy a později zrušeny kvůli úpadku RMSPC jako důsledek finančních problémů Sira Owena Philipse (Lorda Kylsanta). Museli si půjčit peníze od vlády s tím, že se nedokončený Oceanic použije na stavbu dvou posledních lodí White Star Line, Britaniku a jeho sestry Georgiku.
Podle původních plánů měla mít tonáž 60 000 BRT a tři komíny, což z ní dělalo větší verzi Britaniku. Někteří experti věří, že by mohl po dokončení mít i 80 000 BRT, zhruba stejně jako rivalové SS Normandie a RMS Queen Mary a motory, se kterými by snadno získal modrou stuhu.